# Amar Meridja
Amar Meridja (en arabe : عمار مريجة), né le 17 mars 1976, est un judoka algérien.

## Carrière
Après avoir été médaillé de bronze des moins de 60 kg aux Jeux africains de 1995, Amar Meridja évolue dans la catégorie des poids mi-légers (moins de 65-66 kg). Il est médaillé d'or aux Championnats d'Afrique de judo 1997, aux Championnats d'Afrique de judo 1998, aux Jeux africains de 1999, aux Championnats d'Afrique de judo 2000, aux Championnats d'Afrique de judo 2001, aux Jeux africains de 2003, aux Championnats d'Afrique de judo 2004 et aux Championnats d'Afrique de judo 2005, médaillé d'argent aux Jeux méditerranéens de 1997 et aux Championnats d'Afrique de judo 2002, ainsi que médaillé de bronze aux Championnats d'Afrique de judo 1996 et aux Jeux méditerranéens de 2001.
Il concourt ensuite dans la catégorie des poids légers (moins de 73 kg), remportant la médaille d'or aux Championnats d'Afrique de judo 2006, aux 2007 et aux Championnats d'Afrique de judo 2008.

## Palmarès

### Compétitions internationales
| Année | Compétition            | Lieu           | Résultat | Catégorie      |
| ----- | ---------------------- | -------------- | -------- | -------------- |
| 1995  | Jeux africains         | Harare         | 3e       | Moins de 60 kg |
| 1996  | Championnats d'Afrique | Pretoria       | 3e       | Moins de 65 kg |
| 1996  | Championnats d'Afrique | Pretoria       | 2e       | par équipes    |
| 1997  | Championnats d'Afrique | Casablanca     | 1er      | Moins de 65 kg |
| 1997  | Jeux méditerranéens    | Bari           | 2e       | Moins de 65 kg |
| 1998  | Championnats d'Afrique | Dakar          | 1er      | Moins de 66 kg |
| 1999  | Jeux africains         | Johannesburg   | 1er      | Moins de 66 kg |
| 2000  | Championnats d'Afrique | Alger          | 1er      | Moins de 66 kg |
| 2000  | Championnats d'Afrique | Alger          | 1er      | par équipes    |
| 2001  | Championnats d'Afrique | Tripoli        | 1er      | Moins de 66 kg |
| 2001  | Jeux méditerranéens    | Tunis          | 3e       | Moins de 66 kg |
| 2002  | Championnats d'Afrique | Caire          | 2e       | Moins de 66 kg |
| 2003  | Jeux africains         | Abuja          | 1er      | Moins de 66 kg |
| 2004  | Championnats d'Afrique | Tunis          | 1er      | Moins de 66 kg |
| 2005  | Championnats d'Afrique | Port Elizabeth | 1er      | Moins de 66 kg |
| 2006  | Championnats d'Afrique | Port-Louis     | 1er      | Moins de 73 kg |
| 2007  | Jeux africains         | Alger          | 1er      | Moins de 73 kg |
| 2008  | Championnats d'Afrique | Agadir         | 1er      | Moins de 73 kg |

### Tournois Grand Chelem et Grand Prix
| Année | Compétition         | Lieu  | Résultat | Catégorie      |
| ----- | ------------------- | ----- | -------- | -------------- |
| 2000  | Grand Slam de Paris | Paris | 3e       | Moins de 66 kg |